# Großes Heidnisches Heer

Züge der Großen Wikingerarmee von 865 durch England

Das Große Heidnische Heer (englisch Great Heathen Army, altenglisch mycel heathen here), auch Großes Wikingerheer oder Großes Dänisches Heer genannt, war ein Heer von Wikingern, das im späten 9. Jahrhundert aus Dänemark kommend einen Großteil Englands plünderte und eroberte. Das Heer war für damalige Verhältnisse außergewöhnlich groß und umfasste wahrscheinlich mehrere tausend Kämpfer. Es handelte sich nicht um eine Armee unter einheitlicher Führung, sondern eher um viele Gruppen, die meist getrennt voneinander vorgingen und sich teilweise auch gegenseitig bekämpften. Die englische Bezeichnung Great Heathen Army stammt aus der Angelsächsischen Chronik. Die wichtigsten geschichtlichen Erkenntnisse zu diesem Heer stammen aus diesem Werk.
Die Ursprünge des Heeres sieht man in einer Gruppe von Wikingerkriegern, die 845 Paris angriffen und sich ab 850 in der Region festsetzten und wiederholt Rouen plünderten. Spät im Jahr 865 landeten sie in East Anglia. Unter dem Kommando der Brüder Halfdan Ragnarsson und Ivar dem Knochenlosen sowie mit der Unterstützung ihres Bruders Ubba Ragnarsson versuchte das Heer, England zu erobern und Siedlungen zu schaffen. Auslöser könnte die Hinrichtung ihres Vaters Ragnar Lodbrok durch Ælle im Jahr 865 gewesen sein.
866 eroberten sie das angelsächsische Königreich Northumbria und 870 East Anglia. 871 bekamen sie Verstärkung in Form des Großen Sommerheeres aus Skandinavien. Das so weiter angewachsene Heer eroberte 874 auch Mercia. Gleichzeitig begannen die ersten Ansiedlungen in den eroberten Gebieten, ein zweiter Siedlungsschub folgte 877.
Halfdan zog nach Norden in den Krieg mit den Pikten, während der mit dem Großen Sommerheer gekommene Guthrum als Heerführer im Süden blieb. 876 kamen erneut Truppenverstärkungen und so besiegten sie Alfred den Großen von Wessex in der Schlacht von Wareham. Alfred gewann im Mai 878 die Schlacht von Eddington und schloss im Vertrag von Wedmore Frieden.
Ein Teil der besiegten Wikinger setzte sich nach Kontinentaleuropa ab und verlegte seine Raubzüge in die Küstenregion des Ärmelkanals, Nordfrankreich und Flandern. In der Folge kam es auch erstmals zu größeren Raubzügen der Wikinger in den Rheinlanden.
Die in England verbliebenen Siedler gründeten das Königreich Jórvík (York), das (mit Unterbrechungen) bis 950 Bestand hatte und Teil des Danelags war.

## Kulturelle Rezeption
In der kanadisch-irischen Fernsehserie Vikings wird in den letzten Folgen der vierten Staffel das Große Heidnische Heer dargestellt, wobei unter anderem die Figuren von Ivar dem Knochenlosen und Ubba Ragnarsson auftauchen.